# Zarch
Zarch (auch unter dem portierten Namen Virus bekannt) ist ein Computerspiel, das von David Braben (bekannt als Co-Autor von Elite) 1987 für die Veröffentlichung des Acorn Archimedes entwickelt wurde. Zarch begann als Demo namens Lander, die mit fast allen Versionen des Acorn Archimedes ausgeliefert wurde.
Im Jahr 1988 wurde Zarch (unter dem neuen Namen Virus) auf den Atari ST, Amiga (programmiert von David Braben) und IBM PC (programmiert von Chris Sawyer) portiert. Später wurde es von Steven Dunn auch auf den ZX Spectrum portiert.
Das Spiel war für die damalige Zeit bahnbrechend, da es ein dreidimensionales, mausgesteuertes Raumschiff (den „Lander“) zeigte, das über eine mit Kacheln gerenderte Landschaft flog, was die Kritiker in einer damals hauptsächlich 2D-dominierten Spieleindustrie verblüffte. Die Zeitschrift ACE (Advanced Computer Entertainment) titelte „SOLID 3D – the future of games?“, als sie Zarch mit einer Punktzahl von 979 bewertete, der höchsten Wertung, die ACE zu dieser Zeit vergeben hatte, nur übertroffen von der späteren Amiga-Portierung Virus mit 981.
Zarch war eines der ersten 3D-Spiele mit gefüllten Flächen und war auch das erste mit 3D-Beleuchtungseffekten und Schatten.

## Handlung
Die Handlung des Spiels erinnert an das Arcade-Spiel Defender, in dem der Spieler als Pilot eines einsamen Raumschiffs mit begrenzter Feuerkraft eine begrenztes Gebiet gegen immer größere Wellen feindlicher Raumschiffe verteidigen muss. In Zarch wird das Gebiet von Außerirdischen überfallen, die einen Virus in der Landschaft verbreiten. Die „Seeder-Schiffe“ sind langsam, berechenbar und leicht zu zerstören, aber im Laufe des Spiels werden sie von immer mehr fliegenden Raumschiffen unterstützt, die nicht das Virus verbreiten, sondern den Spieler angreifen.
Die Seeder-Schiffe verstreuen rote Viruspartikel über die Landschaft. Wenn diese auf dem Boden aufkommen, färben sie die grüne Landschaft braun und rot und lassen die Bäume mutieren. Einige fliegende Feinde schießen auf die mutierten Bäume, wodurch sie selbst aggressiver und gefährlicher werden. Um eine Angriffswelle zu überstehen, muss der Spieler alle feindlichen Schiffe zerstören.
Am Ende jeder Angriffswelle erhält der Spieler Bonuspunkte für den Anteil der Landschaft, der nicht infiziert wurde. Nachdem vier Angriffswellen erfolgreich abgewehrt wurden, muss der Spieler ein neues Gebiet verteidigen. Die neuen Gebiete enthalten jedoch immer mehr Wasser, aber dafür weniger Land, wodurch eine vollständige Infektion des Landes schneller möglich und die Abwehr schwerer wird.

## Spielprinzip
Zarch ist ein sehr schweres Spiel für Anfänger. Die Steuerung ist extrem empfindlich; eine einfache Mausbewegung während des Starts kann dazu führen, dass der Lander auf der Startrampe explodiert.
Die Landefähre („Lander“) hat ein einziges Triebwerk, das direkt unter ihr nach unten gerichtet ist. Wird das Triebwerk gezündet, fliegt der Lander direkt nach oben. Der Lander hat eine Flugobergrenze, oberhalb derer das Triebwerk nicht gezündet wird. Um in eine beliebige Richtung zu fliegen, muss der Lander in die entsprechende Richtung geneigt werden. Der Lander kann sich nur neigen und gieren, aber nicht rollen. Eine zu starke Neigung kann dazu führen, dass der Lander auf den Kopf gestellt wird, eine Position, die nur schwer wiederhergestellt werden kann, und der Spieler kann den Lander zum Absturz bringen, wenn er versehentlich nach unten stößt. Der Lander ist zwar wendig, aber verwundbar und kann durch einen einzigen gegnerischen Schuss zerstört werden.
Der Lander verbraucht Treibstoff und muss gelegentlich zum Auftanken zum Startplatz zurückkehren, wobei eine erfolgreiche Landung schwierig ist. Die Landefähre muss exakt horizontal am Landeplatz aufsetzen. Während des Auftankens ist sie anfällig für Angriffe aus der Luft.
Jeder abgefeuerte Schuss kostet einen Punkt, und der Lander ist mit einer Schnellfeuer-Autokanone ausgestattet. Dadurch ist es möglich, eine negative Endpunktzahl zu erreichen, wenn man so gut wie nichts trifft. In solchen Momenten weist das Spiel ironisch darauf hin, dass Nacktschnecken und vertrocknete Flechtenstücke schon bessere Ergebnisse erzielt haben als das.
Im Spiel gibt es keine Power-Ups, aber der Spieler verfügt über eine begrenzte Anzahl von intelligenten Raketen und Bomben und erhält mit jedem zusätzlichen Leben eine neue Rakete. Einige feindliche Schiffe sind so wendig, dass sie die Raketen ausmanövrieren können, und die intelligenten Bomben haben eine sehr begrenzte Reichweite.

### Radarschirm
Oben links auf dem Bildschirm wird ein „Radarschirm“ angezeigt, der eine Karte der gesamten Landschaft zeigt, auf der die Position des Landers und der feindlichen Schiffe markiert ist. Nicht infiziertes Gebiet erscheint grün, infiziertes Gebiet erscheint rot. Die Radarerfassung erfolgt durch rotierende Scanning-Türme, die gleichmäßig über die Landschaft verteilt sind; werden diese versehentlich zerstört, geht die Erfassung in diesem Gebiet verloren und es erscheinen schwarze Quadrate auf der Karte.

### Besondere Gegner
In einigen Levels kann man einen fischähnlichen Gegner sehen, der zufällig auf dem Wasser patrouilliert. Er bedroht den Spieler nicht direkt und muss auch nicht vernichtet werden, um den Level zu beenden. Außerdem erscheint er nicht auf dem Radarschirm. Wenn er zerstört wird, stößt er einen Hauch von Viruspartikeln aus, und es gibt Bonuspunkte. Einige Spieler behaupten, dass der „Fischgegner“ bei sorgfältiger Suche in jedem Level zu finden ist.
In fortgeschrittenen Leveln taucht ein hoch fliegendes, sich schnell bewegendes Bombenflugzeug auf, das Pakete mit Viruspartikeln in Hülle und Fülle abwirft. Dieses Raumschiff ist schwer zu zerstören, da der Winkel, den der Lander benötigt, um mit seiner Geschwindigkeit Schritt zu halten, so groß ist, dass die Kanone nicht ohne weiteres zum Einsatz kommen kann. In der Zwischenzeit verteilt es riesige Mengen an Viruspartikeln in der Landschaft.

## Entwicklung
Braben hatte im Januar 1987 zwei Wochen lang Zugang zu einem Acorn A500 Entwicklungsrechner. Er hatte an 3D-Landschaftsalgorithmen auf dem BBC Micro gearbeitet und schrieb dann Lander in ARM-Code.

### Lander
Lander war eine Demoversion von Zarch, die mit neuen Acorn Archimedes-Computern ausgeliefert wurde. Sie wurde in weniger als drei Monaten fertiggestellt, um die Fähigkeiten dieser Computer zu demonstrieren. Obwohl die grafische Umgebung, die Steuerung und die Handhabung des Landers der veröffentlichten Version des Spiels ähnelten, gab es weder Feinde noch Viren in der Landschaft. Punkte gab es für die Zerstörung von Bäumen und Gebäuden.
Wenn der Lander auf der Startrampe stand, führte eine Mausbewegung (die normalerweise die Fluglage des Raumschiffs verändern würde) dazu, dass er sofort explodierte. Dies wurde in Virus behoben: Das Raumschiff explodierte nicht, während es auf der Startrampe stand, sondern nur, wenn eine Landung versucht wurde, während das Raumschiff nicht waagerecht war.

### Spiele-Engine
Der Spieler fliegt mit dem Lander über eine hügelige Landschaft aus quadratischen Kacheln. Die Landschaftsroutine verwendet feste Kachelgrößen, was bedeutet, dass die Sichttiefe (Menge des gerenderten Geländes) einen direkten Einfluss auf die Framerate hat. Bei der Entwicklung reduzierte eine größere Sichttiefe die Bildrate auf nur ein oder zwei Bilder pro Sekunde. Es wird ein Bank-Switching verwendet, wobei die Anzeige im 256-Farben-Modus Mode 13 erfolgt. Der höher auflösende Modus Mode 15 wurde nicht verwendet, da dann weniger Speicherplatz zur Verfügung steht und die erforderliche VIDC-Bandbreite auch den Prozessor verlangsamt.
Bei der Tiefensortierung wird die Bin-Sortierung verwendet, da die Objekte nur ungefähr geordnet sein müssen. Die Pufferung beansprucht zwar Speicher, hat aber nicht den gleichen Zeitaufwand wie Bubble-Sorting oder Quicksort. Das Colour Keying wird durch unterschiedliche Weißgrade je nach Tiefe realisiert.
Bäume, Gebäude und Gegner werden als gefüllte Polygone mit Lichtquelle gezeichnet. Die Schatten des Landers und der Feinde werden vertikal auf den Boden projiziert, was der Krümmung der Landschaft nicht Rechnung trägt, aber schnell ist. Folglich werden keine Schatten auf anderen Landschaften angezeigt. Die Schatten ermöglichen es dem Spieler, die Bewegungen feindlicher Raumschiffe anhand ihrer Schatten zu verfolgen, selbst wenn sie auf dem Bildschirm nicht sichtbar sind. In Virus gibt es keine Lichtquellen. Das Spiel bietet außerdem Partikeleffekte, um den Schub der Landefähre, Explosionen, die Ausbreitung des Virus über die Landschaft und verschiedene andere Phänomene wie Spritzer, wenn Schüsse auf Wasser treffen, und Staubwolken, wenn sie auf Land treffen, darzustellen. In der Höhe, wenn der Boden nicht zu sehen ist, vermitteln die Staubpartikel in der Luft den Eindruck von Bewegung und Geschwindigkeit.
Bei der Programmierung des Spiels werden vier Hauptroutinen verwendet:
- Animierte Objekte (Bösewichte, Spieler, Raketen)
- Allgemeine Partikel (Kugeln, Trümmer, Fallschirme, Spray)
- Landschaft
- Szenerie (Bäume, Häuser, Radar).[2]

Die Hügellandschaft wird aus einer Reihe von pseudozufälligen Sinuswellen generiert.

### Nachfolger
Der Nachfolger von Zarch war das Spiel Conqueror, dass die gleiche Landschafts-Engine verwendete. In diesem Spiel steuert der Spieler einen Panzer und kämpft auf realistische Weise gegen feindliche Panzer. Es wurde von Jonathan Griffiths programmiert und für den Archimedes, PC, Atari ST und Amiga veröffentlicht.

### V2000
1998, zehn Jahre nach der Veröffentlichung von Zarch, wurde eine Fortsetzung, V2000 (auch bekannt als Virus 2000), für den PC und die PlayStation veröffentlicht. Sie wurde von David Braben und seiner Firma Frontier Studios entwickelt, die versuchten, die Steuerung ähnlich, aber fehlerverzeihender als die des Originalspiels zu gestalten.

### Kopien
Es wurden auch einige auf Zarch basierende Klone erstellt, darunter eine Version für Linux, die ebenfalls Zarch heißt, ein Remake für Windows (geschrieben in Blitz BASIC) namens Z-Virus und eine Version, die Zarch mit Pac-Man kreuzt, namens ZarchMan. Das Amiga-Spiel Zeewolf (1994) und seine Fortsetzung haben ein auffallend ähnliches Design und Aussehen wie Zarch.

## Rezeption
- Aktueller Software Markt (ASM), Ausgabe 10/89: 10/12 Punkte
- Power Play, Ausgabe 11/89: 75 %[3]
- Happy Computer Spiele-Sonderteil, Ausgabe 4/88: 86 %